# Хлорид міді(I)
Хлори́д мі́ді(I) — неорганічна сполука складу CuCl, мідна сіль хлоридної кислоти.
За звичайних умов є білий або зеленуватий порошок, практично нерозчинний у воді (0,0062 г/100 мл при 20 °C). Зелене забарвлення надають домішки хлориду міді(II).

## Історія відкриття
Вперше хлорид міді(I) було отримано Робертом Бойлом 1666 року, з хлориду ртуті(II) і металевої міді:
{\displaystyle {\mathsf {HgCl_{2}+2Cu\longrightarrow \ 2CuCl+Hg}}}
1799 року Джозеф Луї Пруст успішно відокремив дихлорид міді від монохлориду і описав ці сполуки. Це було досягнуто шляхом нагрівання CuCl2 в безкисневому середовищі, в результаті чого хлорид міді(II) втратив половину зв'язаного хлору. Після цього він видалив залишки дихлориду міді від хлориду міді(I) і промив водою.
{\displaystyle {\mathsf {2CuCl_{2}{\xrightarrow {t^{\circ }}}\ 2CuCl+Cl_{2}\uparrow }}}

## Отримання
У природі монохлорид міді зустрічається у вигляді рідкісного мінералу нантокіт (за назвою села Нантоко, Чилі), який завдяки домішкам атакаміта часто пофарбований в зелений колір.
У промисловості монохлорид міді отримують декількома способами:
- Прямим поєднанням металу міді і хлору при температурі 450—900 °С:

{\displaystyle {\mathsf {2Cu+Cl_{2}{\xrightarrow {450^{o}C}}\ 2CuCl}}}
- Відновлення CuCl2 міддю в підкисленому розчині:

{\displaystyle {\mathsf {Cu+CuCl_{2}{\xrightarrow {80^{o}C,HCl}}\ 2CuCl\downarrow }}}